# Franz Hafferl

Franz Hafferl (1883)

Franz Hafferl (* 30. Januar 1857 in Wimsbach, Oberösterreich; † 2. Juni 1925 in Bad Ischl) war ein österreichischer Ingenieur und Unternehmer. Zusammen mit Josef Stern gründete er 1883 das später in ganz Österreich tätige Eisenbahnunternehmen Stern & Hafferl.

## Leben
Franz Hafferl kam aus einer Kaufmanns- und Juristenfamilie. Von 1869 bis 1879 lebte er in Karlsruhe. Er besuchte dort das Gymnasium und anschließend das Polytechnikum, wo er zum Bauingenieur und Vermessungstechniker ausgebildet wurde. 1883 gründete er zusammen mit dem Ingenieur Josef Stern das Ingenieurbüro Stern & Hafferl in Wien, das später nach Gmunden übersiedelte. Das Unternehmen war für die Trassierung und den Bau zahlreicher Bahnprojekte in der gesamten k.u.k. Monarchie verantwortlich, wie z. B. der Straßenbahn Gmunden und der Linzer Lokalbahn. Die Geschäftsfelder wurden später auf das Elektrizitäts- und Bauwesen ausgedehnt. Hafferl beschäftigte sich überwiegend mit der Vermessung und Projektierung neuer Eisenbahntrassen.
Seine naturwissenschaftlichen Interessen brachten ihn 1912 unter Othenio Abel zu den österreichischen Ausgrabungen in Pikerni bei Athen.

## Veröffentlichungen (Auswahl)
- Das Teleobjektiv und seine Verwendbarkeit zu photogrammetrischen Aufnahmen. In: Zeitschrift für Vermessungswesen 21, 1892.
- Über die Schwimmfähigkeit der Belemniten. In: Othenio Abel: Paläontologie der Cephalopoden aus der Gruppe der Dibranchiaten. Jena 1916, S. 165–168.